# Horvátország hőmérsékleti rekordjainak listája
Horvátország hőmérsékleti rekordjainak listája az ország hőmérsékleti szélsőértékeit tartalmazza. Az országban mért eddigi legmagasabb júniusi hőmérsékleti érték 39,0 Celsius fok volt, amelyet Konavle településen mértek 2019. június 28-án. 

## Horvátország hőmérsékleti rekordjainak listája

### Június
A korábbi júniusi hőmérsékleti rekord 35,7 fok volt, melyet 2003-ban rögzítettek.
| Június |            |          |    |            |          |      |
| Nap    | Minimum °C | Helyszín | Év | Maximum °C | Helyszín | Év   |
| 28.    | --         | --       | -- | +39,0      | Konavle  | 2019 |

### Augusztus
| Augusztus |            |          |    |            |          |      |
| Nap       | Minimum °C | Helyszín | Év | Maximum °C | Helyszín | Év   |
| 2.        | --         | --       | -- | +42,3      | Split    | 2017 |
| 4.        | --         | --       | -- | +42,8      | Ploče    | 1981 |

2015. augusztus 2-án 39,0 Celsius-fok volt, 2017-ben ugyanezen a napon 39,7 Celsius-fokot mértek Zárában, amely helyi rekordnak számít. Az országban mért legmagasabb hőmérsékleti érték +42,8 fok volt.